# منذر الونداوي
منذر الونداوي (1935م - 2 تشرين الثاني 2015م) عسكري برتبة عميد طيار في الجيش العراقي، ودبلوماسي عراقي، وقيادي بعثي، كان قائداً لميليشيا الحرس القومي سنة 1963م، ومن أبرز المشتركين في انقلاب حركة 8 شباط 1963، إذ حلّق بطائرته فوق وزارة الدفاع فقصفها.

## النشأة
وُلد في حي الكاظمية شمال بغداد، درس الابتدائية في مدرسة الكاظمية، ثم انتقل مع أهله إلى الناصرية حيث كان يعمل أبوه موزعاً للتذاكر في سينما الناصرية، فأكمل منذر دراسته المتوسطة والإعدادية هناك، دخل الكلية العسكرية سنة 1952 وفي الصف الثاني انتقل منها إلى كلية الطيران فتخرج منها طياراً رتبته ملازم ثانٍ سنة 1956م، وفي سنة 1959م، سجّل في موسكو في دورة تدريب على قيادة طائرات الميك المقاتلة فاثبت جدارته، وتخصص في قيادة طائرة الميك سنة 1962 في موسكو، ودرس القانون بالحضور المسائي سنة 1964م، قيل إن منذراً كردي الأصل، وقال أحمد قوشجو أوغلوا إن منذراً تركماني.

## نشاطه

صورة جوية لقاعدة الحبانية في ستينات القرن العشرين

كان منذر قومياً، واعتقل بعد حركة الشواف 1959، ثم أطلق سراحه بعد أربعة أشهر، التحق بإمرة الدارة في السرب السابع، طياراً لطائرة الميك في معكسر الرشيد، قضى هناك سبعة أشهر، وانتقل إلى السرب السادس في الحبانية، طيّاراً لطائرات الهنت، انتمى إلى حزب البعث العربي الاشتراكي في مطلع الخمسينات، ونشط فيه حتى صار عضواً في الهيئة الاستشارية للبعث سنة 1962، كان منذر نائباً لعلي صالح السعدي، وهما من الحزبيين الجذريين. ظلّ منذر الونداي متمسكاً بعقيدته البعثية، حتى أواخر حياته، وكان قد أنشأ موقعاً ألكترونياً له سمّاهُ منذر الونداوي... البعث عقيدتي.

### قصف وزارة الدفاع

حامَ منذر الونداي فوق وزارة الدفاع حيث كان فيها عبد الكريم قاسم، وحين علم منذر أن الرمي متعطل في طائرته، طارَ مسافة 70 كيلومتراً لتبديل طائرته والعودة لقصف الوزارة

كان منذر الونداي آمراً للتشكيل الجوي المكلف بقصف وزارة الدفاع ضمن خطة الانقلاب على حكومة عبد الكريم قاسم، روى الملازم الأول فهد السعدون، الذي كان مع التشكيل الجوي، قصة قصف وزارة الدفاع، فقال «عندما ذكر ليً منذر انه لا يستطيع الرمي.. أخبرته إنني مستعد للقصف ومعالجة الأهداف.. كما أخبرته بأن عليه أن يذهب إلى قاعدة الحبانية ويطير بطائرة صالحة.. حتى يستلم الواجب بعد انتهائنا من الرمي.. وهذا الأخير يبقى يدور حول وزارة الدفاع.. مقر عبد الكريم قاسم.. وفعلاً أجابً انه سيذهب لتبديل الطائرة والعودة بأسرع وقت ممكن.. وبدأنا بالرمي والقصف على وزارة الدفاع.. أخذت المدافع ترمي باتجاهنا.. وفي هذا الإثناء التحق منذر الونداوي بعد قصفنا.. وانقضضت خمس مرات.. وكذلك فعل واثق في هذا الاتجاه...أخذ منذر يوجه صواريخه نحو أهدافها واستمر بالقصف.. وكنتُ أنا أطير فوقه ب (500) قدم.. وأخذت مدفعية وزارة الدفاع تقاوم الطائرات المغيرة».

### الحرس القومي

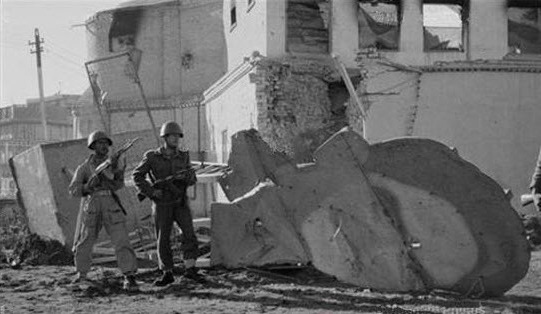
صورة جنود عند وزارة الدفاع بعد انقلاب 8 شباط 1963، وصورة عبد الكريم قاسم ملقاة على الأرض

بعد انقلاب 8 شباط سنة 1963م، تشكلّت ميليشيا سُميت الحرس القومي، وذُكر أن واجباتها «مساندة الجيش والسيطرة على الشارع»، وأعلنت أسماء قادة الحرس القومي، العقيد عبد الكريم مصطفى نصرت ثم الملازم الأول منذر الونداوي، الذي منح رتبة مقدم، وعضوية: نجاد الصافي ومنح رتبة رئيس، وأبو طالب عبد المطلب الهاشمي ومنح رتبة رئيس، وأحمد العزاوي، وصباح المدني، وحازم سعيد، وعطا محي الدين.

### عزله من الحرس القومي
في يوم 1 تشرين الثاني سنة 1963م، أمر الرئيس عبد السلام عارف بعزل منذر الونداوي من منصب قيادة الحرس القومي، وتعيين عبد الستار عبد اللطيف، وكان هذا العزل من مساعي عبد السلام عارف لإضعاف الكتلة الجذرية اليمينية في حزب البعث، وفي 13 تشرين الثاني سنة 1963م، قصف منذر الونداوي القصر الجمهوري وصوّبَ نحو غرفة الرئيس عبد السلام عارف.

### اللجوء
هرب منذر إلى سورية ثم إلى مصر لاجئاً سياسياً، حتى سنة 1967م حين أسقط الرئيس عبد الرحمن عارف كل التهم الموجه لمنذر.

### العودة
بعد انقلاب البعثيين في ثورة 17 تموز 1968م، أُعيد منذر إلى الخدمة العسكرية، ورقّيَ إلى رتبة عقيد طيار، وعيّن ملحقاً عسكرياً في رومانيا، وفي سنة 1973م عُينَ سفيراً للعراق في اليابان ثم زمبابوي وهولندا، ثم عُين في وزارة الخارجية طامحاً أن يصبح وزيراً للخارجية، غيرَ أنّ برزان إبراهيم الحسن مدير المخابرات العراقية حذّرَ صدام حسين من منذر، وقال لهُ إن منذر رجل شجاع وجريء، وقد قصف مبنى وزارة الدفاع سابقاً فينبغي تعيينه في منصب غير مؤثر، فصدر تعيينه سفيراً في فرنسا، وبعدها نقل إلى روما ثم البرتغال التي قضى فيها 10 سنوات، وعاد إلى العراق سنة 1989م.